# Пет-Кладенці
Пет-Кла́денці (болг. Пет кладенци) — село в Русенській області Болгарії. Входить до складу общини Бяла.

## Населення
За даними перепису населення 2011 року у селі проживали 58 осіб, усі — болгари.
Розподіл населення за віком у 2011 році:
Динаміка населення: